# Tetranchyroderma inaequitubulatum
Tetranchyroderma inaequitubulatum är en djurart som tillhör fylumet bukhårsdjur, och som beskrevs av Todaro, Balsamo och Ezio Tongiorgi 2002. Tetranchyroderma inaequitubulatum ingår i släktet Tetranchyroderma och familjen Thaumastodermatidae. Inga underarter finns listade i Catalogue of Life.